# Метеорная радиоастрономия
Метеорная радиоастрономия — раздел астрономии изучающий метеоры, используя радиолокаторы.[уточнить]

## Термины
Радиоастроно́мия — раздел астрономии, изучающий космические объекты путём исследования их электромагнитного излучения в диапазоне радиоволн. Метео́рная радиосвя́зь — вид радиосвязи, использующий отражение радиосигнала от ионизированных следов метеоров, сгорающих в атмосфере Земли. Метеорная радиосвязь
Метео́р (др.-греч. μετέωρος, «парящий в воздухе») — явление, возникающее при сгорании в атмосфере Земли метеорных тел (например, осколков комет, астероидов или же мусора). Метеор
Метеорная пыль — мельчайшие твёрдые частицы, возникшие в ходе абляции метеорных тел, проходящих через земную атмосферу.

## История
Международная метеорная организация была основана в 1988 году для международного сотрудничества в области любительской метеорной астрономии. В 1989 году на 8-й Международной метеорной конференции (англ. International Meteor Conference — IMC) в г. Балатонфёльдвар (Венгрия) был принят устав организации. С тех пор эта конференция стала ежегодным мероприятием, проводимым Международной метеорной организацией. Уже в первые годы своего существования Международной метеорной организации удалось получить признание не только астрономов-любителей и профессионалов, но и Комиссии 22 «Метеоры, метеориты и межпланетная пыль» Международного астрономического союза.
В 1945 г. Дж. Хей и Г. Стюарт в Англии впервые применили радиолокационную аппаратуру для наблюдения метеоров. При участии П. Блэккета и Е. Эпплтона в 1946 г. там была организована работа по систематическому изучению метеоров при помощи радара. Вблизи Манчестера в Джодрелл Бэнк была создана крупная современная радиообсерватория - экспериментальная станция Манчестерского университета, возглавляемая А. Ловеллом, где исследования метеоров ведутся как ночью, так и днём, во всякую погоду, нередко во время частых в Англии дождей и туманов.
В 1946 г. П.О. Чечик и Б.Ю. Левин провели первые в СССР, радиолокационные наблюдения метеорного потока Драконид, а в настоящее время такие наблюдения проводятся в ряде советских обсерваторий. Радионаблюдения метеоров, кроме Англии и СССР, ведутся в Канаде, где обширные ряды наблюдений предприняты П. Миллманом и Д. Мак-Кинли, в США (У. Лиллер), а также в Индии (С. Чоманлал, К. Венкатораман).
В 1948 г. А.Г. Калашников в СССР разработал и успешно применил новый метод регистрации метеоров, основанный на изучении магнитного эффекта, производимого метеорами при их полёте в земной атмосфере.
В настоящее время метеорная астрономия является быстро развивающейся отраслью естествознания, находящейся на стыке астрономии, геофизики и радиофизики. Основными задачами современной метеорной астрономии в настоящее время являются: 1) изучение проникновения метеоров в земную атмосферу, 2) изучение метеорного вещества, его движения и развития в космическом пространстве, 3) изучение роли метеоров в происхождении и развитии Солнечной системы.

### Основоположники в СССР
- Борис Леонидович Кащеев (1920—2004) — доктор технических наук, профессор, Заслуженный деятель науки УССР, основатель Харьковской школы метеорной радиолокации и радиосвязи.
- Сидоров, Владимир Васильевич (1932—2012) — доктор физико-математических наук, Заслуженный деятель науки Российской Федерации, один из основателей Казанской научной школа метеорно-ионосферных исследований[4][5].